# Felipe França
Felipe Alves França da Silva dit Felipe França (né le 14 mai 1987 à Suzano) est un nageur brésilien en activité spécialiste des épreuves de brasse. Il était détenteur du record du monde et champion du monde du 50 m brasse, en grand bassin et en petit bassin. Il a également été champion du monde du 100 m brasse en petit bassin.

## Carrière internationale

### 2008
En avril 2008, França a participé aux Championnats du monde de natation en petit bassin 2008, dans la ville de Manchester, se classant 6e au 4 × 100 mètres quatre nages, 12e au 100 mètres brasse et 13e au 50 mètres brasse,,.
Un mois plus tard, en mai 2008, Felipe França a décroché la deuxième place brésilienne pour les Jeux olympiques d'été de 2008 au 100 mètres brasse, enregistrant un temps de 1:01,17 aux essais olympiques brésiliens. Cependant, aux Jeux olympiques de 2008, il n'a pas réussi à passer des premières qualificatifs de son épreuve individuelle. En fin de compte, França a terminé 22e au 100 mètres brasse et, avec ses coéquipiers, s'est classé 14e au relais 4 × 100 mètres quatre nages,,,.
Fin 2008, il participe à l'étape brésilienne de la Coupe du monde en petit bassin en prenant la deuxième du 50 m brasse derrière l'Australien Christian Sprenger

### 2009
Aux Championnats du Brésil 2009 (Trophée Maria Lenk), França est devenue la première nageuse à enregistrer un temps inférieur à 27 secondes au 50 mètres brasse en grand bassin, remportant l'épreuve avec le record du monde de 26,89,.
Aux Universiade d'été de 2009 à Belgrade, en Serbie, França a remporté la médaille d'argent au 50 mètres brasse.
Aux Championnats du monde de natation 2009 à Rome, França a de nouveau remporté la médaille d'argent, enregistrant un temps de 26,76, qui est devenue le nouveau record des Amériques. L'or est allé au Sud-Africain Cameron van der Burgh, qui est devenu le nouveau détenteur du record du monde avec un temps de 26,67.

### 2010
Aux Championnats pan-pacifiques 2010 à Irvine, en Californie, França a remporté l'or au 50 mètres brasse.
En décembre, aux Championnats du monde de natation en petit bassin 2010 à Dubaï, il a de nouveau remporté l'or au 50 mètres brasse, battant le détenteur du record du monde Cameron van der Burgh avec un temps de 25,95 secondes, établissant un nouveau record du championnat. Il a également remporté la médaille de bronze au 100 mètres brasse avec un temps de 57,39 secondes. Avec César Cielo, Guilherme Guido et Kaio de Almeida, França a établi un nouveau record sud-américain au 4 × 100 mètres quatre nages avec un temps combiné de 3:23,12, ce qui était également suffisant pour la médaille de bronze,.

### 2011
Le 27 juillet 2011, lors des Championnats du monde de natation 2011, França a remporté la médaille d'or au 50 mètres brasse, battant à nouveau le détenteur du record du monde, Cameron van der Burgh, avec un temps de 27,01 secondes,.
Aux Jeux panaméricains de 2011, il a remporté l'or au 100 mètres brasse et au 4×100 mètres quatre nages,.

### 2012
En avril 2012, participant au Trophée Maria Lenk à Rio de Janeiro, França enregistre un temps de 59.63 dans les premières qualificatifs. Cela lui a assuré une place dans l'équipe brésilienne aux Jeux Olympiques de Londres 2012. Au 50 mètres brasse, il a enregistré le temps le plus rapide au monde en 2012, avec une performance de 26,87, à seulement un dixième de seconde de son record en carrière,.
L'équipe brésilienne avait de grands espoirs pour França de remporter une médaille au 100 mètres brasse aux Jeux olympiques d'été de 2012, mais il n'a pas pu passer son temps sous la barre des 1 minutes et a finalement terminé à la 12e place. Son rival, Cameron Van der Burgh, a remporté la médaille d'or olympique et a battu le record du monde du 100 mètres brasse. França a également participé au 4 × 100 mètres quatre nages, terminant à la 15e place,.

### 2014
Aux Championnats pan-pacifiques 2014 à Gold Coast, Queensland, Australie, il a remporté une médaille d'argent au 100 mètres brasse. Il a également terminé 4e du relais 4x100 mètres quatre nages, avec Guilherme Guido, Thiago Pereira et Marcelo Chierighini, et a obtenu une 13e place dans les séries du 200 mètres brasse, n'ayant pas nagé la finale B.
Le 4 septembre 2014, participant au Trophée José Finkel (compétition en petit bassin) à Guaratinguetá, il a battu le record des Amériques au 100 mètres brasse avec un temps de 56,25.
Aux Championnats du monde de natation en petit bassin 2014 à Doha, au Qatar, França a remporté cinq médailles d'or, dans la meilleure participation brésilienne de tous les temps, où le pays a remporté la compétition pour la première fois. Au 4 décembre, dans le relais 4 × 50 mètres quatre nages, formé par França, César Cielo, Nicholas Santos et Guilherme Guido, considérée comme la "Dream Team" par Cielo (formée uniquement par des médaillés ou des champions du monde dans leurs épreuves individuelles respectives), le Brésil a remporté la médaille d'or en fracassant le record du monde avec un temps de 1:30.51. Le même jour, il a également remporté la médaille d'or au 100 mètres brasse masculin, avec un temps de 56,29, record du championnat; et dans le relais quatre nages mixte 4 × 50 mètres, avec Nicholas Santos, Etiene Medeiros et Larissa Oliveira, battant le record sud-américain avec un temps de 1:37,26, à seulement 0,09 seconde du record du monde américain (1:37,17). Le 7 décembre, França a remporté plus de deux médailles d'or: au 50 mètres brasse, avec un temps de 25,63 (record des Amériques et du Championnat), et au relais 4 × 100 mètres quatre nages, avec un temps de 3:21,14, record sud-américain. Les 5 médailles d'or ont fait de França le plus grand vainqueur individuel du Championnat du monde à Doha,,,,,.

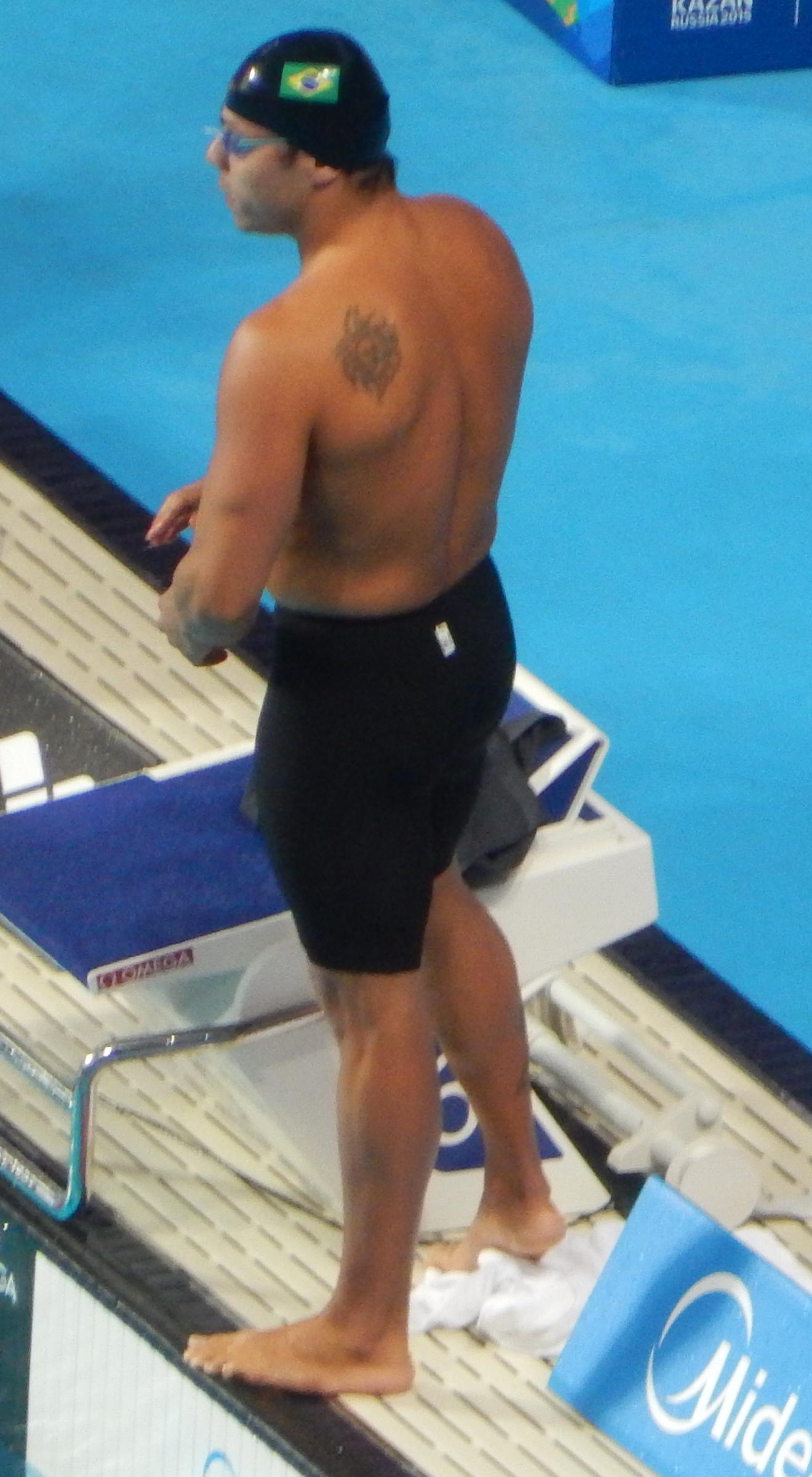
França à Kazan 2015.

### 2015
Aux Jeux panaméricains de 2015 à Toronto, Ontario, Canada , França a remporté la médaille d'or au relais 4 × 100 mètres quatre nages, où il a battu le record des Jeux panaméricains avec un temps de 3:32,68, avec Marcelo Chierighini, Guilherme Guido et Arthur Mendes. Auparavant, il avait déjà remporté une médaille d'or au 100 mètres brasse, où il a battu le record des Jeux panaméricains avec un temps de 59,21,,,.
Aux Championnats du monde de natation 2015 à Kazan, França s'est qualifiée avec un temps de 59,56 dans les séries du 100 mètres brasse. En demi-finale, França a excessivement forcé la course et a fini par perdre de la vitesse, réalisant un moins bon temps (59.89) et n'a terminé qu'à la 11ème place. Au 50 mètres brasse, il s'est qualifié pour la finale en 4e position avec un temps de 26.87, son meilleur temps depuis 2012. En finale, curieusement il a terminé à la 4e place, répétant le temps de la demi-finale. Il a également terminé 38e du 200 mètres brasse,,,,,,,.

### 2016
Aux Jeux olympiques d'été de 2016, il a battu le record sud-américain du 100 mètres brasse, avec un temps de 59 s 01. Il est allé en finale, terminant 7e. Il a également participé aux manches brésiliennes du relais 4 × 100 mètres quatre nages,,,.
Aux championnats du monde de natation en petit bassin 2016 à Windsor, Ontario, Canada, il s'est qualifié pour la finale du 100 mètres brasse, terminant 4e, et pour celle du 50 mètres brasse, terminant 5e. Il a également terminé 18e du 200 mètres brasse,,.

## Palmarès

### Championnats du monde

#### Grand bassin
- Championnats du monde 2009 à Rome (Italie) :
  -  Médaille d'argent du 50 m brasse.
- Championnats du monde 2011 à Shanghai (Chine) :
  -  Médaille d'or du 50 m brasse.

#### Petit bassin
- Championnats du monde en petit bassin 2010 à Dubaï (Émirats arabes unis) :
  -  Médaille d'or du 50 m brasse.
  -  Médaille de bronze du 100 m brasse.
  -  Médaille de bronze du relais 4 × 100 m quatre nages.
- Championnats du monde en petit bassin 2014 à Doha (Qatar) :
  -  Médaille d'or du 50 m brasse.
  -  Médaille d'or du 100 m brasse.
  -  Médaille d'or du relais 4 × 50 m quatre nages.
  -  Médaille d'or du relais 4 × 100 m quatre nages.
  -  Médaille d'or du relais 4 × 50 m quatre nages mixte.

## Records

### Records personnels
Ces tableaux détaillent les records personnels de Felipe França en grand bassin au 30 juillet 2017.
| Épreuve      | Temps   | Compétition                | Lieu                   | Date       |
| 50 m brasse  | 26 s 76 | Championnats du monde 2009 | Rome, Italie           | 29/07/2009 |
| 100 m brasse | 59 s 01 | Jeux olympiques de 2016    | Rio de Janeiro, Brésil | 06/08/2016 |

### Record du monde battu
Ce tableau détaille l'unique record du monde battu par Felipe França durant sa carrière, un record battu en grand bassin.
| Épreuve                     | Temps   | Compétition                 | Lieu                   | Date       |
| 50 m brasse en grand bassin | 26 s 89 | Championnats du Brésil 2009 | Rio de Janeiro, Brésil | 08/05/2009 |